# UN-Dekade Wasser für eine nachhaltige Entwicklung
Die UN-Dekade Wasser für eine nachhaltige Entwicklung (Water Action Decade „Averting a global water crisis“, „Aktionsdekade Wasser ‚Eine globale Wasserkrise abwenden‘“, auch UN-Wasserdekade) ist ein für 2018 bis 2023 von den Vereinten Nationen (UNO) auf ihrer 66. Generalversammlung 2011 in Katar ausgerufenes Jahrzehnt, um den globalen Herausforderungen bei der Umsetzung des Menschenrechts auf Wasser zu begegnen; es beginnt und endet mit den jeweiligen Weltwassertagen am 22. März.

## Zentrale Ziele

Logo der 17 UN-Nachhaltigkeitsziele (SDGs)

Die 17 SDGs mit ihren einzelnen eigenen Logos

Logo des UN-Nachhaltigkeits-Ziel 6 „Sauberes Wasser und Sanitäreinrichtungen [für Alle]“

Im Wesentlichen werden zwei Ziele genannt:
1. „Verbesserung der Wissensverbreitung zum Thema Wasser und Gewässerschutz, einschließlich Informationen zu wasserbezogenen SDGs (Sustainable Development Goals, den UN-Nachhaltigkeitszielen der 2030-Agenda für Nachhaltige Entwicklung)“[1]
2. „Stärkung der Kommunikationsmaßnahmen zur Umsetzung der wasserbezogenen Ziele“

Zur Unterstützung der UN-Wasserdekade sind die UN-Mitgliedstaaten angehalten, sich mit Aktionen und Initiativen zur Information, Bildung sowie Aus- und Fortbildung für die Realisierung eines nachhaltigen Wasserressourcen- und Gewässermanagements einzusetzen.